# Сословная монархия во Франции
В XIV—XVI веках во Франции совершился переход от политического феодализма к абсолютизму через сословную монархию, в которой короли, став единственными государями страны, должны были делиться властью с представителями сословий, собиравшимися (с большими перерывами) в течение трёх веков (1302—1614).

## История
После Людовика IX особенно важные успехи были сделаны королевской властью при Филиппе IV Красивом (1285—1314). Желая абсолютной монархии, он продолжал дело своих предшественников, собирая под своей властью отдельные большие феоды и расширяя самую власть.
Главная его забота была направлена на добывание денег, которые были нужны для войны с Англией за Гиень и Фландрию, где он завладел многими городами. Старых королевских доходов с доменов и феодальных платежей ему не хватало, и для содержания чиновников и судей в провинциях он всякими правдами и неправдами увеличивал свои доходы, например перечеканивая хорошую монету в низкопробную. С той же целью он затеял процесс против ордена тамплиеров, владевшего во Франции множеством имений.
Из-за денежного же вопроса Филипп IV поссорился с папой Бонифацием VIII, который особой буллой запретил облагать духовенство податями без папского на то согласия. Филипп IV ответил запрещением вывоза из Франции денег. Распря кончилась победой короля. Преемник Бонифация VIII, француз Климент V, перенёс свою резиденцию в Авиньон, где папы жили около 70 лет.
В связи с распрей между Филиппом IV и папством находится и первое собрание французских государственных чинов, известных под названием Генеральных штатов.

## XIV век
В начале XIV века французский король был всего лишь главой других феодальных государей и муниципальных республик (коммун). Чтобы издать какое-либо общее для всей Франции постановление, он должен был испрашивать согласие духовных и светских сеньоров и коммун, а для этого нужно было собирать их вместе. Филипп IV прибегнул к съездам государственных чинов для установления общих налогов; они же поддержали Филиппа в споре с папой. Впоследствии штаты делали попытки ограничить права короля в свою пользу, но не имели успеха, так как духовенство, дворянство и горожане, заседавшие отдельно, постоянно ссорились между собой.
После Филиппа IV недолго (1314—1328) царствовали три его сына: Людовик X, Филипп V и Карл IV; со смертью последнего прекратилась старшая линия Капетингов.
Уже в конце царствования Филиппа IV феодальные сеньоры стали вступать между собой в союзы, чтобы общими силами бороться с захватами королевской власти; это движение усилилось при сыновьях Филиппа IV. Сначала сеньоры нашли было поддержку в народе, недовольном королевскими чиновниками и новыми налогами; но когда народ увидел, что сеньоры хлопочут лишь о себе и о своём праве воевать друг с другом, прежний союз королевской власти с городами возобновился, в видах обуздания своеволия феодалов (один из сыновей Филиппа IV, Людовик X, освободил крепостных в своих доменах).
В 1328 году французская корона перешла к фамилии графов Валуа, младшей линии Капетингов. Первые два короля новой династии показали себя настоящими феодальными сеньорами, не имевшими никакого понятия о новых задачах королевской власти во Франции. При них усилилась феодальная реакция, которая в середине XIV века довела крестьян до так называемой Жакерии — страшного восстания, во время которого погибло много дворян и сожжено было немало замков.

## Столетняя война
Феодальная реакция осложнилась войной с Англией, которая затянулась на сто с лишним лет (с 1337 до 1453 года). После смерти сыновей Филиппа IV английский король Эдуард III, как сын его дочери, выставил своё родство с ним как право на французский престол; но французы противопоставили ему так называемый салический закон, исключавший женщин из наследования.
Когда во Франции воцарился Филипп VI Валуа (1328—1350), Эдуард III объявил ему войну. В битве при Креси (1346 год) французы потерпели полное поражение, за которым через десять лет (1356), уже при втором короле из династии Валуа, Иоанне Добром (1350—1364), последовало новое поражение — при Пуатье. Сам Иоанн Добрый был взят в плен; регентом королевства стал его сын, дофин (как стали называться французские наследные принцы по графству Дофинэ), Карл.
Чтобы получить денег для выкупа пленённого короля и продолжения войны, он собрал в Париже Генеральные штаты (1357), которые не замедлили напасть на неумелое ведение дел советниками короля. Главную роль в этой оппозиции играли представители городов, руководимые Этьеном Марселем. Штаты требовали, чтобы впредь их собирали ежегодно по два раза и чтобы сбором денег в казну заведовали избранные штатами комиссары.
Эта программа не нашла, однако, поддержки в стране. Духовенство и дворянство не доверяли горожанам, да и среди самих горожан не было единодушия, так как каждый город жил и действовал особняком. Этьен Марсель обратился тогда к революционному способу действий — образовал из торгового и ремесленного люда военную силу и даже задумал привлечь на свою сторону восставших в то же самое время крестьян. В Париже произошло народное возмущение, в котором видную роль играл Роберт Лекок, епископ лаонский. Дофин спасся бегством из мятежной столицы. Генеральные штаты, собранные им в другом месте, стали на сторону прежнего порядка. В то же время Жакерия была подавлена, а Марсель убит в уличной схватке.
Вскоре умер Иоанн; дофин стал королём под именем Карла V (1364—1380) и заслужил прозвание Мудрого; он старался улучшить внутренние порядки страны и продолжал войну с англичанами с большей осмотрительностью.

## XV век
При сыне Карла V, Карле VI, человеке совершенно неспособном и скоро потерявшем рассудок, дела опять пошли плохо; снова произошли внутренние смуты, во время которых английский король Генрих V ещё раз нанёс французам страшное поражение при Азенкуре (1415).
Англичане завоевали Нормандию и даже заняли Париж; английский король был объявлен наследником Карла VI.
После смерти обоих королей, последовавшей в течение трёх месяцев (август — октябрь 1422), за французский престол началась борьба между английским королём Генрихом VI и дофином, принявшим имя Карла VII (1422—1461). Вся северная Франция была в это время в руках англичан, и они уже осадили Орлеан, бывший главным стратегическим пунктом в руках законного короля. Все эти бедствия были результатом аристократических междоусобиц и разъединения высших классов с народом, который во многих местах даже переходил на сторону англичан, надеясь, что при них будет лучше.
Вскоре, однако, во Франции пробудился национальный патриотизм, когда в лотарингской деревушке Домреми появилась Жанна д’Арк, вызвавшая энтузиазм среди солдат и в народной массе. Под Орлеаном произошло сражение с англичанами, в котором Жанна личным примером воодушевляла войско. Англичане были оттеснены; Карл VII был проведён в Реймс, где над ним был совершён обряд коронования. 
Война после этого продолжалась ещё несколько лет, и лишь мало-помалу Карл VII овладел всей Францией (между прочим — и Парижем); за англичанами же остался только один город Кале (1453). 
Феодальная реакция в первой половине XIV века и столетняя англо-французская война на полтора столетия задержали развитие королевской власти во Франции. Хотя в это время многие крупные феоды и находились в руках членов королевского рода, в сущности это скорее ослабляло монархию. В числе врагов Карла VI и Карла VII были герцоги бургундские, принадлежавшие к той же династии, но состоявшие в союзе с англичанами. Кроме сознания национального единства, впервые проявившегося при Жанне д’Арк, Францию спасали от нового раздробления Генеральные штаты, лучшим временем которых были XIV век и первая половина XV века. Однако попытка штатов превратить себя в главную и постоянную силу в стране не удалась; штаты всё-таки представляли собой феодальное общество, с его сословным антагонизмом и областной разрозненностью.
Когда внешняя война окончилась и установился внутренний порядок, королевская власть снова стала во главе национального объединения и государственного упорядочения Франции. Карл VII явился продолжателем дела последних Капетингов. Он завёл первое постоянное войско, для содержания которого был введён и постоянный налог — Талия. Это нововведение поставило королевскую власть в совершенную независимость от вассалов и городов, с их дружинами и милициями, и позволило ей взимать налоги, не прибегая к созыву генеральных штатов. Карлу VII постоянное войско нужно было главным образом для борьбы с разбойничьими шайками, которые грабили страну и даже нападали на города. 
В 1439 году Генеральные штаты, собравшиеся в Орлеане, согласились на постоянный налог для содержания королевского войска, чем подписали себе смертный приговор: с середины XV века короли уже очень редко их созывали.
Другим успехом королевской власти при Карле VII было принятие церковным собором в Бурже (1438) постановлений Базельского собора, благоприятных для королевской власти и для национальной независимости. В этом смысле Карл VII издал прагматическую санкцию, ограничивавшую папское вмешательство в дела галликанской церкви. 
Сын Карла VII, Людовик XI (1461—1483), будучи дофином, участвовал в феодальном восстании против военных преобразований короля и вообще сближался с его врагами, но, став королём, вступил в решительную борьбу с остатками старины. Ему почти удалось закончить собирание французских княжеств под единой властью короля (кроме Бретани и Наварры) и бесповоротно сокрушить политический феодализм.
Недовольные королём заключили против него Лигу общественного блага, которую поддерживал Карл Смелый, герцог Бургундский. В борьбе с Лигой Людовик XI сначала потерпел поражение, но потом оправился и стал нападать на своих врагов поодиночке. Особенно важна была его победа над Карлом Смелым. В состав владений этого герцога, кроме Бургундии, входили Франш-Конте и Нидерланды, он мечтал о новых завоеваниях и о превращении своих земель в самостоятельное королевство. Людовик XI расстроил его планы, поддержав восстания его собственных подданных и соединившись против него со швейцарцами. Карл Смелый потерпел поражение в трёх битвах и в последней из них (Битва при Нанси) сам был убит. 
Людовик XI овладел Бургундией (другие земли Карла Смелого достались его дочери). Внутри страны он продолжал политику прежних королей, поддерживая городское сословие и стесняя дворянство. Обходя права Генеральных штатов, Людовик XI усиливал старые налоги и даже вводил новые. Во вновь приобретённых провинциях он поддерживал местные штаты, чтобы примирить эти области с потерей самостоятельности, но в то же время учреждал в них особые парламенты для ослабления судебной власти сеньоров. 

## XVI век
Преемниками Людовика XI были Карл VIII (1483—1498) и Людовик XII (1498—1515).
Они оба были женаты на наследнице Бретани, вследствие чего и это герцогство присоединилось к коронным землям Франции. Оба они предпринимали завоевания в Италии, дав тем самым исход рыцарским стремлениям французского дворянства и объединив его в стремлении к общей цели. Карл имел намерение завоевать Италию, изгнать турок из Европы и освободить Иерусалим из рук неверных. 
Опираясь на союз с миланским герцогом, он вступил в Италию, прошёл её с севера на юг и даже занял Неаполитанское королевство; но итальянские государства нашли поддержку в императоре Максимилиане I и испанском короле Фердинанде Католике, после чего французы должны были очистить полуостров. 
Людовик XII предпринял новый поход и тоже овладел было Миланом и Неаполем, но и на этот раз французы встретили отпор со стороны большого международного союза (Священная лига, в состав которой вошли папа Юлий II, Венеция, Швейцария, император Максимилиан, Испания и Англия) и опять были изгнаны из Италии. 
В третий раз Франция начала войну в первый же год царствования нового короля Франциска I (1515—1547). Воспользовавшись непрочностью Священной лиги, он вступил в Италию и в сражении при Мариньяно разбил швейцарское ополчение, нанятое миланским герцогом. 
Но у Франциска I появился опасный враг в лице императора Карла V. Войны между этими государями, наполняющие вторую четверть XVI века (1521—1544), были началом соперничества между Францией и династией Габсбургов, царствовавшей в Испании и Священной Римской империи. Только что завоёванный Франциском I Милан считался леном империи, и Карл V признавал за собой право возвратить империи её достояние; как правнук Карла Смелого, он хотел, далее, вернуть своему дому Бургундию, отнятую Людовиком XI. Наконец, яблоком раздора являлось и маленькое королевство Наварра, лежавшее между Францией и Испанией.
Франциск I, государство которого по всем своим сухопутным границам примыкало к владениям Карла V, с ненавистью и страхом смотрел на выросшую около него политическую силу. Началась отчаянная борьба. Всех войн между Карлом V и Францией насчитывается четыре.
В этом столкновении принимали участие Папа, английский король, Венеция и Швейцария. Сначала они были на стороне Карла V, когда дело шло об удалении французов из Италии, но потом, напуганные победами Карла, они помогали уже Франциску I, дабы поддержать нарушенное политическое равновесие. 
В 1525 году при Павии французский король потерпел страшное поражение и, взятый в плен, был отправлен в Мадрид, где согласился на все условия, ему предложенные (отказ от Милана и возвращение Бургундии). 
Мир, однако, был непродолжителен. В конце концов из борьбы победителем вышел император, хотя и вынужден был оставить Бургундию в руках своего соперника. 
У Франциска I появился новый союзник в лице турецкого султана Сулеймана I.
Сын Франциска I, Генрих II (1547—1559), продолжал борьбу, начатую отцом. Он воспользовался возгоревшейся в Германии борьбой между императором и князьями и, вступив с ними в союз, явился на помощь к ним в решительную минуту. В виде вознаграждения за эту помощь Франция в начале пятидесятых годов получила от империи (но «без ущерба её правам») Мец, Туль и Верден.
Как раз в это время во Францию проникла из Германии и Швейцарии религиозная реформация. Она начала находить последователей среди французов ещё при Франциске I, и уже тогда протестантов стали подвергать жестокому гонению. Первые французские протестанты были сторонниками Лютера, но впоследствии здесь распространился кальвинизм, бывший по происхождению своему французской формой протестантизма. 
Между Францией и Женевой, центром кальвинизма, существовали самые тесные связи, и протестантов во Франции стали называть гугенотами, когда в самой Женеве обозначалась партия, желавшая более тесного единения со швейцарским союзом (Eidgenossenschaft). 
Временем наиболее быстрого распространения кальвинизма во Франции была вторая половина пятидесятых годов, то есть конец царствования Генриха II, который тоже преследовал протестантов. Особенность французской реформации заключалась в том, что протестантизм здесь принимали главным образом дворянство и горожане (последние — преимущественно в южной и юго-западной части страны), народную же массу кальвинизм затронул сравнительно мало, большинство нации осталось верным католицизму. Оба названных сословия вступили, под знаменем идей протестантизма, в борьбу с королевской властью, которая с середины XV века была почти абсолютной. Франциск I по Болонскому конкордату получил право замещать по своему усмотрению все высшие церковные должности и временно распоряжаться имуществами вакантных должностей. Благодаря этому, французские короли ещё до начала Реформации подчинили себе национальное духовенство, чего многие другие государи могли достигнуть впоследствии лишь путём реформации. В протестантах и Франциск I, и Генрих II видели ослушников государственной власти и бунтовщиков, но это не мешало обоим королям помогать немецким протестантам, как союзникам своим в борьбе с Карлом V. 
После смерти Генриха II во Франции произошло временное ослабление королевской власти: три царствовавших друг за другом сына этого государя были людьми совершенно ничтожными. Этим обстоятельством и малолетством Карла IX воспользовались дворянство и города, чтобы вернуть себе прежние феодальные и муниципальные вольности; кальвинизм, со своим политическим свободолюбием, пришёлся как раз к этому настроению дворян и горожан. 
В царствование Франциска II (1559—1560), Карла IX (1560—74) и Генриха III (1574—89) большую роль играла хитрая и властолюбивая королева-мать, Екатерина Медичи, думавшая только о себе и вступавшая, поэтому, в союз то с одной, то с другой стороной. Во главе католиков стали герцоги Гизы, искавшие поддержки у Испании, во главе гугенотов — Бурбоны, ведшие свой род от Людовика Святого и владевшие на юге королевством Наваррским (бо́льшая часть которого была, впрочем, присоединена к Испании). 
Сначала Екатерина Медичи сделала некоторые уступки протестантам, но это не понравилось католикам. Избиение безоружных гугенотов в Васси послужило началом целого ряда религиозных войн. Между враждующими сторонами несколько раз заключались мирные договоры, но они постоянно нарушались, и в общей сложности период религиозных войн охватывает около тридцати пяти лет (1562—1598).
Самым примечательным их эпизодом была Варфоломеевская ночь или «парижская кровавая свадьба» в конце царствования Карла IX. Постоянные колебания правительственной политики заставили наиболее ревностных католиков вести борьбу с гугенотами на свой страх, образовав Лигу, во главе которой стал Генрих де Гиз. Вся сила этой организации была в городах северной Франции, соединившихся с фанатическим населением Парижа. Лигисты призвали на помощь Филиппа II Испанского, и он прислал им военные отряды. Генрих III был недоволен образованием такой независимой от него силы и вступил в борьбу с Генрихом Гизом; в столице вспыхнуло восстание, улицы покрылись баррикадами, и Генриху III пришлось спасаться бегством. Не видя ниоткуда помощи, он решился умертвить Гиза, смерть которого только ещё более разожгла страсти. Фанатические проповедники лиги стали открыто говорить и писать, что королей, не желающих вполне подчиняться церкви, следует убивать. Это учение вообще развивалось иезуитами, которые, в случае надобности, становились прямо на точку зрения народовластия (см. Монархомахи). В лагерь Генриха III прокрался католический фанатик Жак Клеман и умертвил короля (1589 год).
Со смертью Генриха III прекратилась династия Валуа, и престол должен был перейти к вождю кальвинистов, Генриху Бурбону. Лига не хотела признавать своим королём «еретика»; её сопротивлению деятельно помогал своими войсками Филипп II, стремившийся получить французский престол для своей дочери. Гизы тоже были не прочь посадить на трон одного из своих. Губернаторы отдельных провинций мечтали о закреплении за собой своих провинций в наследственное управление, а менее значительное дворянство — о возвращении к временам феодальной анархии. В городах тоже стремились вернуть себе прежнюю независимость. 
Новому королю Генриху IV (1589—1610) пришлось прямо завоёвывать своё королевство. Уже раньше во Франции образовалась партия политиков, как стали называться католики, не желавшие преследований за веру. В них Генрих IV нашёл деятельную поддержку. 
Разбив лигистов, он осадил Париж, которому помогали испанские войска из Нидерландов. Так как столица долго не сдавалась, то Генрих IV, находя, что «за Париж стоит заплатить обедней», снова принял католицизм (1593 год), дабы быть одной веры с большинством подданных. После этого Париж открыл ему свои ворота и Лига подчинилась. 
Мятежные губернаторы были тоже побеждены или отступились, за деньги, от своих притязаний. Переход Генриха IV в католицизм встревожил гугенотов, имевших совершенно республиканскую организацию и даже думавших стать под покровительство английской королевы. Король вступил с ними в переговоры и в 1598 году издал знаменитый Нантский эдикт, установивший во Франции веротерпимость.
Кальвинисты были уравнены во всех правах с католиками, но протестантское богослужение разрешалось лишь в замках более важных дворян — для них самих, их слуг и всех людей, зависевших от их судебной власти, а в замках дворян менее важных — лишь для их домашних; для остальных протестантов богослужение могло совершаться только в двух городах каждого судебного округа (в Париже оно было запрещено). Таким образом в делах веры Нантский эдикт признавал сословные привилегии — и это вполне соответствовало более сословному характеру французского протестантизма. Церковная организация кальвинистов была удержана, и им разрешено было созывать политические собрания. В обеспечение того, что эдикт будет исполняться, Генрих IV оставил в распоряжении протестантов несколько крепостей (Ла-Рошель и др.), подчинив их гарнизоны протестантским начальникам. 
Внешнюю политику своего государства Генрих IV возвратил к направлению, данному ей Франциском I и Генрихом II. Главным лозунгом этой политики была борьба с Габсбургами. Сподвижник и министр короля, герцог Сюлли, сообщает даже, что Генрих IV составил целый план политического переустройства Западной Европы, с новыми границами отдельных государств и установлением новых между ними отношений. При этом более всего выиграть должна была Франция, более всех проиграть — Габсбурги. Несомненно, что Генрих IV собирался вмешаться в германские дела, грозившие в это время войной.

## XVII век
В начале XVII века Франция разделилась на протестантскую унию и католическую лигу; последняя признала своим протектором короля испанского, а протестанты соединились с Генрихом IV, который уже собирался в поход, чтобы помочь своим германским союзникам, когда был убит фанатическим католиком Равальяком. 
За малолетством сына Генриха IV, Людовика XIII (1610—1643), Францией, в качестве регентши, управляла мать короля, Мария Медичи, совершенно изменившая планам своего мужа и подчинившая свою политику видам Испании. 
Решительный поворот к антигабсбургскому направлению совершился лишь со вступлением во власть Ришельё, вмешавшегося в Тридцатилетнюю войну с целью оказания помощи протестантам и ослабления Габсбургов. 
Когда после смерти Ришельё (1642) и Людовика XIII, в малолетство Людовика XIV, во Франции произошли смуты, ими задумала воспользоваться Испания и начала с Францией войну; но преемник Ришельё на министерском посту, кардинал Мазарини, привёл эту войну к счастливому окончанию. 
По Вестфальскому миру 1648 года, Франция укрепила за собой Три Епископства и приобрела большую часть Эльзаса, по Пиренейскому миру 1659 года — часть Люксембурга, Руссильон, Артуа и Геннегау. После этого Франция надолго стала первенствующим государством Европы. Одновременно с этим она окончательно превратилась в абсолютную монархию.